# Charlestown (Saint Kitts en Nevis)
Charlestown is de hoofdstad van het eiland Nevis, dat een deelstaat is van Saint Kitts en Nevis. De stad ligt aan de westkust van het eiland aan de Caraïbische Zee. Charlestown behoort tot de parish Saint Paul Charlestown. Het is de grootste en belangrijkste plaats op Nevis en de tweede stad in de eilandstaat, na de hoofdstad Basseterre. Vanaf de haven vertrekken veerboten naar Saint Kitts.

## Geschiedenis
Charlestown werd rond 1660 gesticht door kolonisten uit Saint Kitts. Ze waren van plan tabaksplantages te stichten, maar de grond was daarvoor niet geschikt. Jamestown was oorspronkelijk de hoofdplaats, maar werd in 1690 verwoest door een aardbeving gevolgd door een tsunami, en Charlestown werd de nieuwe hoofdstad.
De Joodse begraafplaats op Charlestown heeft graven tussen 1679 en 1768. Het was gemeenschap van Sefardische Joden die vanuit Brazilië naar Nevis waren verhuisd, en de suikerindustrie hadden geïntroduceerd.
In 1755 of 1757 werd Alexander Hamilton in Charlestown geboren. Zijn geboortehuis was in 1680 gebouwd in georgiaanse stijl, maar was in 1840 vernield door een aardbeving. In 1983 werd het huis hersteld, en wordt gebruikt door het Museum of Nevis History, een museum over de geschiedenis van Nevis. De bovenverdieping wordt gebruikt als vergaderzaal van het parlement van Nevis.
De methodistenkerk werd in 1844 gebouwd door voormalige slaven die het methodisme aanhingen. Het is een van de grootste kerken van het eiland. De manse (pastorie) is een houten huis dat in 1802 al bestond, en het oudste nog bestaande huis van de stad is.
Op 1 augustus 1970 vertrok de veerboot MV Christena van Basseterre naar Charlestown. Het was de emancipatiedag en er was feest in Bassettere. De veerboot was gebouwd voor 155 passagiers, maar vertrok met ongeveer 320 passagiers. Halverwege bij Nags Head maakte het schip water en zonk. Er waren 91 overleefden. Het bekende aantal doden was 233. Veel lichamen konden niet geïdentificeerd worden, omdat haaien en vissen op de lijken waren afgekomen. In 2001 werd een monument onthuld ter nagedachtenis aan de ramp.

## Geboren
- Alexander Hamilton (11 januari 1755 of 1757 – 12 juli 1804), Amerikaans staatsman

## Galerij

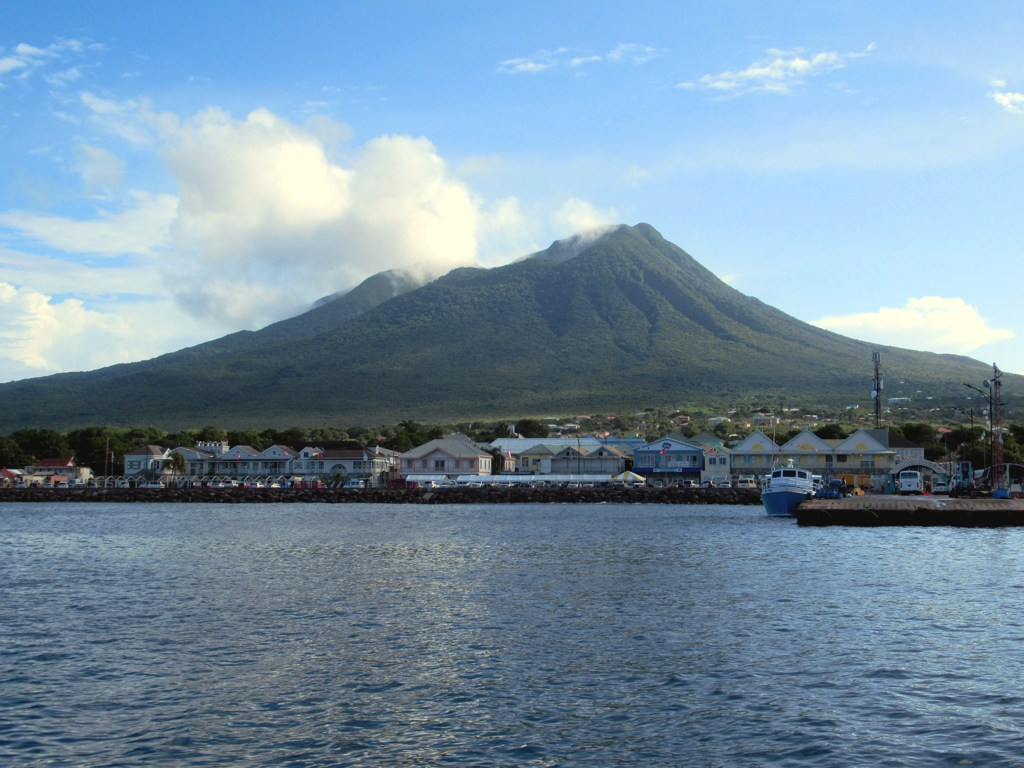
Charlestown met Nevis Peak in de achtergrond
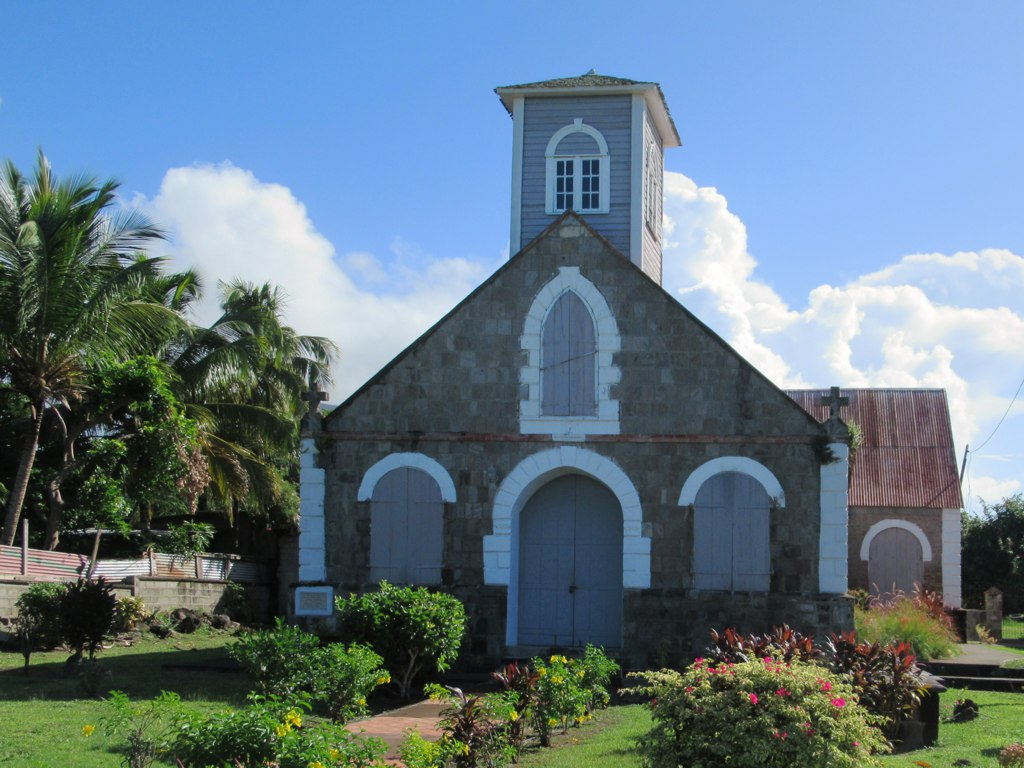
Saint Paul's Anglican Church
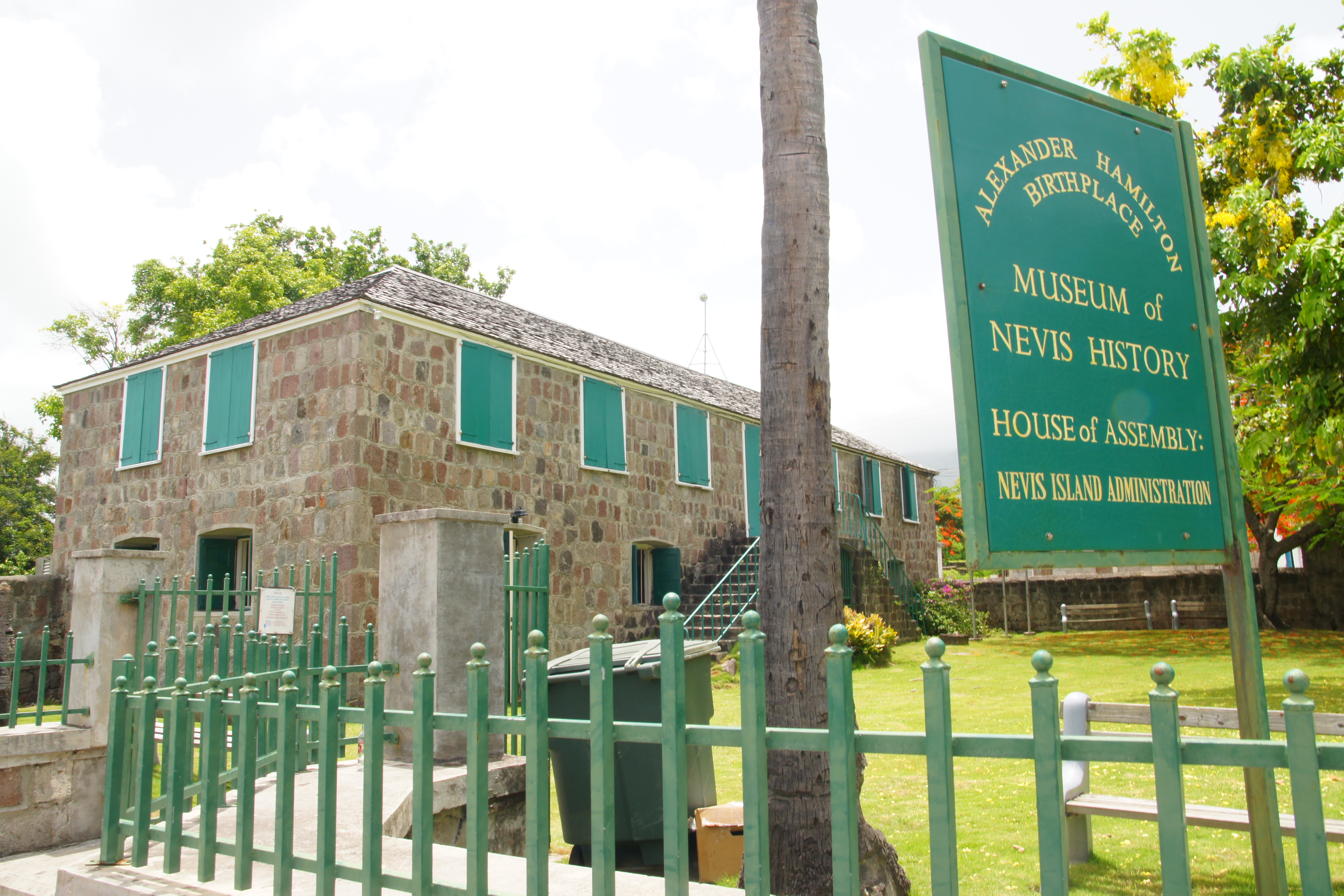
Museum of Nevis History
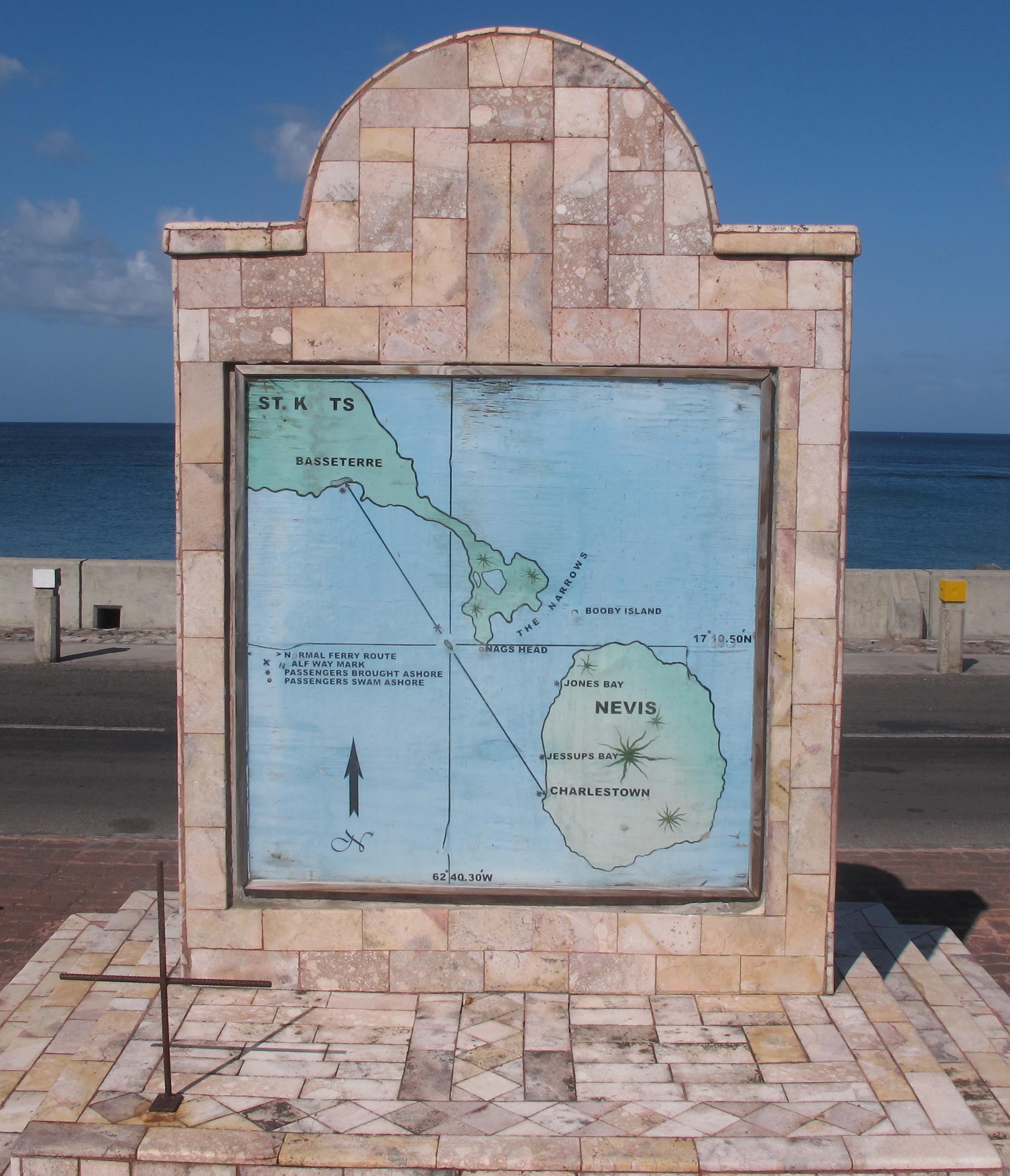
Monument voor de ramp met Christena

- Library of Congress Control Number: n2002163227
- Nationale Bibliotheek van Israël: 987007477950605171
- Virtual International Authority File: 131545805